# Leningrad (band)
Leningrad (Russisch: Ленинград) is een Russische punkrockband uit Sint-Petersburg (dat van 1924 tot 1991 Leningrad heette) onder leiding van kunstenaar Sergej Sjnoerov. De 14-koppige band maakt een combinatie van rock-, ska- en punkmuziek.
De band staat bekend om het grof taalgebruik (Russisch mat) en de teksten over drank en vrouwen. Hierdoor werden ze regelmatig geboycot of gecensureerd door Russische radiozenders en werden concerten in Moskou door burgemeester Joeri Loezjkov verboden dan wel afgelast. De teksten zijn ook vaak satire of maatschappijkritisch. Zo beantwoordde de band in 2000 de single "Gezocht" van singer-songwriter Zemfira met een nummer getiteld "Gevonden" en werd Vladimir Poetin bekritiseerd in de single "WWW".
In 2007 werd Joelia Kogan de eerste zangeres van de band. Na 2008 ging de band tijdelijk uit elkaar, om in 2010 weer bij elkaar te komen. Alisa Voks-Boermistrova werd in 2012 de tweede zangeres en nam na 2013 de plaats in van Joelia die de band verliet. Sinds de hereniging wordt de leadzang steeds vaker gedaan door (een van) de dames, in plaats van door Sjnoer.

## Bandleden
Tussen aanhalingstekens staat de bijnaam en tussen haakjes de naam in het Russisch.
- Sergej "Sjnoer" Sjnoerov (Сергей "Шнур" Шнуров) - zanger, gitarist, bassist, arrangement, teksten, (1997 - heden)
- Florida Chanturia - zang, achtergrondzang (2016 - heden)
- Vjatsjeslav "Sevytsj" Antonov (Вячеслав "Севыч" Антонов ) - achtergrondzang, maracas (2000 - heden)
- Konstantin "Limon" Limonov (Константин "Лимон" Лимонов) - gitarist (2002 - heden)
- Andrej "Ded" Koerajev (Андрей "Дед" Кураев) - bassist (2002 - heden)
- Denis Mozjin (Денис Можин) - sound director (2002 - 2008), drums (2010 - heden)
- Aleksej "Miksjer" Kalinin (Алексей "Микшер" Калинин) - drums, percussie (1997 - 2002, 2006 - heden)
- Aleksandr "Poezo" Popov (Александр "Пузо" Попов) - bass drum, percussie, zang (1997 - heden)
- Ilja "Pianist" Rogatsjevski (Илья "Пианист" Рогачевский) - keyboard (2002 - heden)
- Andrej "Antonytsj" Antonenko (Андрей "Антоныч" Антоненко) - tuba, accordeon, keyboard, arrangement (1997 - heden)
- Roman "Sjoecher" Parygin (Роман "Шухер" Парыгин) - trompet (2002 - heden)
- Vladislav "Valdik" Aleksandrov (Владислав "Валдик" Александров) - trombone (2002 - heden)
- Grigori "Zontik" Zontov (Григорий "Зонтик" Зонтов) - tenorsaxofoon (2002 - heden)
- Aleksej "Ljocha" Kanev (Алексей "Лёха" Канев) - baritonsaxofoon, altsaxofoon (2002 - heden)

### Voormalige bandleden
Tussen aanhalingstekens staat de bijnaam en tussen haakjes de naam in het Russisch.
- Joelia "Joelja" Kogan (Юлия "Юля" Коган) - zangeres, achtergrondzang (2007 -2008, 2010 - 2013)
- Alisa Voks-Boermistrova (Алиса Вокс-Бурмистрова)- zangeres, achtergrondzang (2012 - 2016)
- Denis "Kasjtsjej" Koeptsov (Денис "Кащей" Купцов) - drums (2002 - 2008)
- Stas Baretski (Стас Барецкий) - dans en mascotte (2005 - 2008)
- Roman "Romero" Fokin (Роман "Ромеро" Фокин) - saxofoon (1997 - 2002)
- Ilja "Drakoela" Ivasjov (Илья "Дракула" Ивашов) - tuba (1997 - 2002)
- Aleksandr "Sasjko" Privalov (Александр "Сашко" Привалов) - trompet (1998 - 2002)
- Vasili "Sprinkhaan" Savin (Василий "Кузнечик" Савин) - trombone  (1998 - 2002)
- Daniil "Den" Kalasjnik (Даниил "Дэн" Калашник) - gitaar (1999 - 2002)
- Dmitri "Antenna" Melnikov (Дмитрий "Антенна" Мельников) - drums (2000 - 2002)
- Maksim Temnov (Максим Темнов) - bassist (2001 - 2002)
- Michail Gopak (Михаил Гопак) - trombone (2002)
- Sergej Arsenjev (Сергей Арсеньев) - accordeon (2001)
- Igor Vdovin (Игорь Вдовин) - zang, gitaar (1997 - 1999)
- Oleg Sokolov (Олег Соколов) - trompet (1997 - 1998)

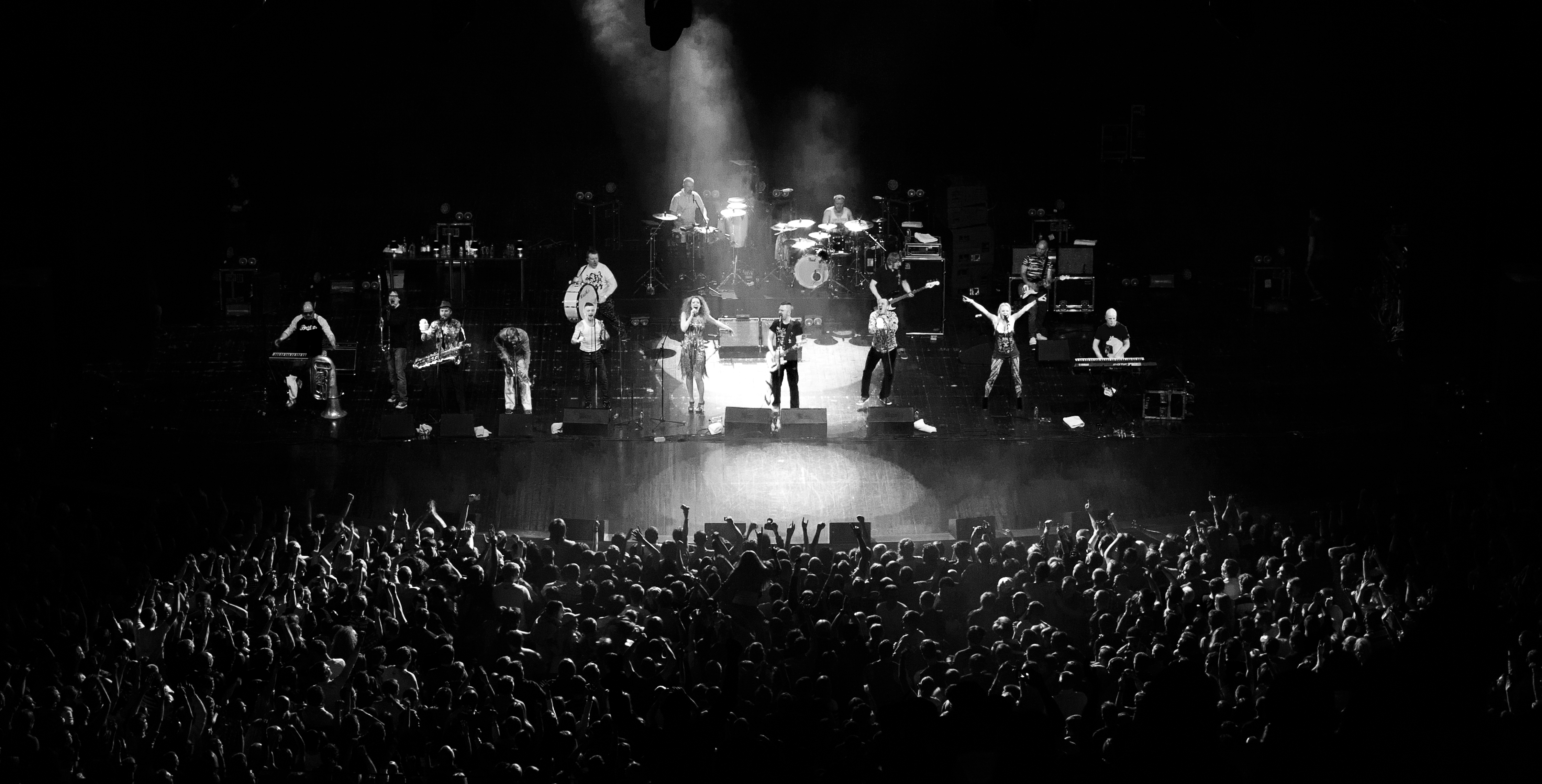
Leningrad tijdens een concert in Moskou in april 2013

## Discografie
| Jaar | Titel                                  | Vertaling in het Nederlands       | Opmerking                                    |
| ---- | -------------------------------------- | --------------------------------- | -------------------------------------------- |
| 1999 | Пуля                                   | Kogel                             |                                              |
| 1999 | Мат без электричества                  | Vloeken zonder elektriciteit      |                                              |
| 2000 | Дачники                                | Datsjavolk                        |                                              |
| 2001 | Пуля+ (Диск 1&2)                       | Kogel+ (Disc 1&2)                 |                                              |
| 2001 | Маде ин жопа                           | Made in de kont                   |                                              |
| 2002 | Пираты XXI века                        | Piraten van de 21e eeuw           |                                              |
| 2002 | Точка                                  | Punt                              | Bevat het lied "Geld"                        |
| 2003 | Ленинград уделывает Америку (Диск 1&2) | Leningrad doet Amerika (Disc 1&2) |                                              |
| 2003 | Второй Магаданский                     | Tweede Magadan                    |                                              |
| 2003 | Для миллионов                          | Voor de miljoenen                 | Bevat het lied "Меня зовут Шнур"             |
| 2004 | Бабаробот                              | Fembot                            |                                              |
| 2004 | (Не) Полное собрание сочинений         | (Niet) Volledige Werken           | Grootste Hits                                |
| 2005 | Хуйня                                  | Gelul                             | Samen met The Tiger Lillies.                 |
| 2006 | Хлеб                                   | Brood                             | Duitse release van Хлеб                      |
| 2006 | Бабье лето                             | Nazomer                           |                                              |
| 2007 | Аврора                                 | Aurora                            |                                              |
| 2011 | Хна                                    | Henna                             |                                              |
| 2011 | Вечный огонь                           | Eeuwig Vuur                       | Internetrelease, nog niet op CD              |
| 2012 | Рыба                                   | Vis                               |                                              |
| 2012 | Вечерний Ленинград                     | Avondlijk Leningrad               | Vernoemd naar avondkrant van Sint-Petersburg |
| 2014 | Фарш                                   | Gehakt                            |                                              |
| 2014 | Пляж наш                               | Ons strand                        |                                              |

## Trivia

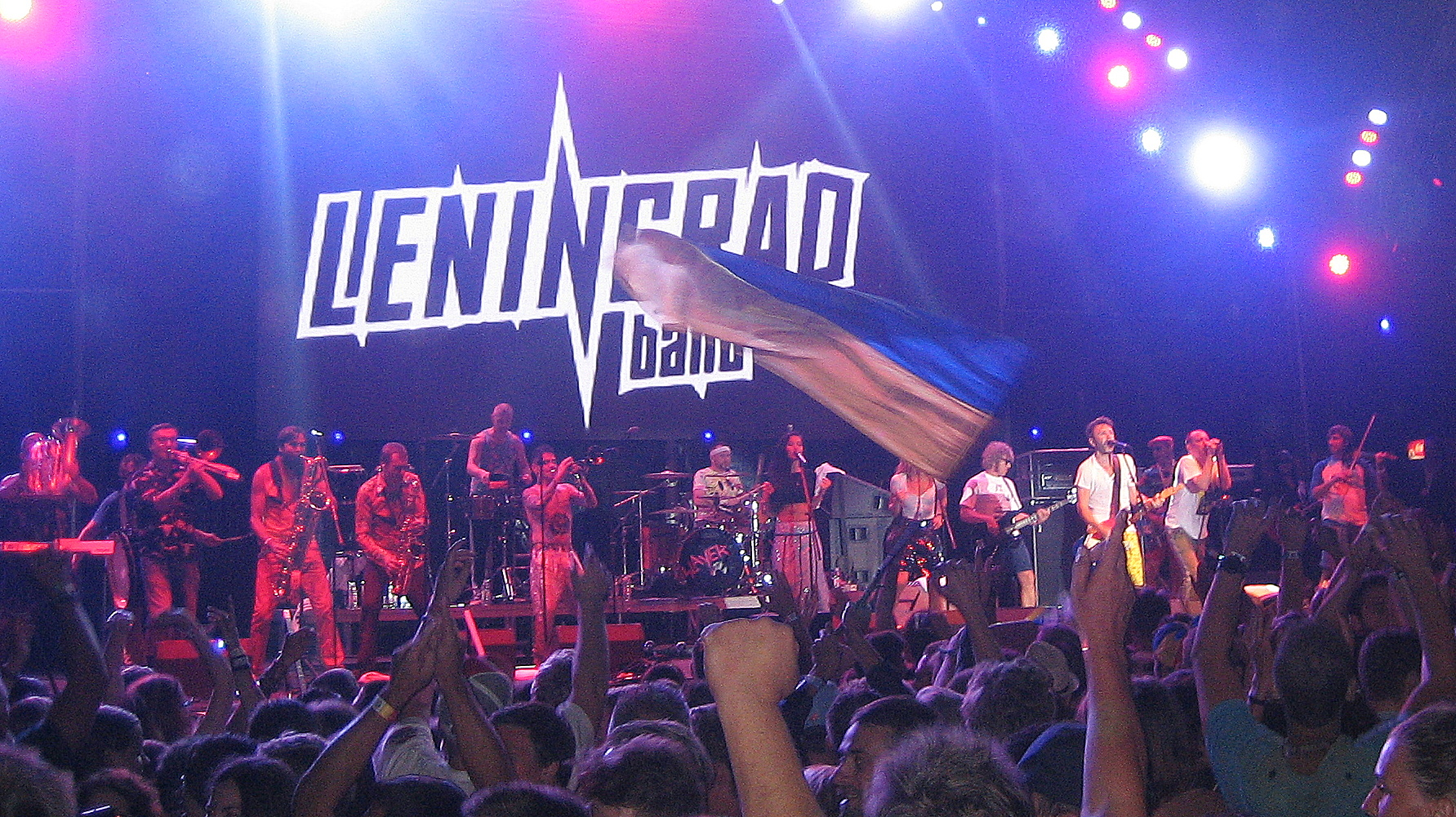
Zevende optreden op Sziget (2016)

- In 2010 werd een documentaire over de band gemaakt, genaamd Leningrad – The man who sings, door Peter Rippl.
- In het videospel Grand Theft Auto IV wordt Leningrads lied Nikogo Ne Zjalko gebruikt.
- In de film Everything Is Illuminated uit 2005 komen drie nummers van Leningrad voor. Het lied Lastotsjka wordt gebruikt in de aftiteling van de horrorparodie What We Do In The Shadows uit 2015.
- In Nederland kreeg de band bekendheid via 3FM door de Mama Appelsap in het lied Ryba waarin "Papa's en pruimen" gehoord kan worden.[1]
- De band was reeds acht maal te gast op het bij Nederlanders populaire Sziget-festival: in 2006, 2007, 2008, 2011, 2013, 2014, 2016 (foto) en 2017.